# Martin Brunnerus
Martin Brunnerus, född 27 september 1627 i Harmånger, död 22 augusti 1679 i Vaksala, var en svensk teolog och psalmförfattare, professor vid Uppsala universitet, riksdagsman, och rektor för Uppsala universitet.

## Biografi
Martin Brunnerus var son till kyrkoherden i Harmånger Olaus Brunnius från Brunne i Stigsjö socken, och Brita Niurenia som var dotter till Petrus Joannis Kerfstadius. Efter Söderhamns skola och Strängnäs gymnasium inskrevs Brunnius 1645 vid Uppsala universitet där han hamnade under påverkan av professor Henrik Ausius varigenom han redan i unga år blev en framstående grekist. Han disputerade första gången 1652 för Olaus Unonius med Themata philosophica, och andra gången 1653 för Laurentius Stigzelius. När Brunnerus promoverades till filosofie magister 1655 utsågs han till primus.
Efter examen blev Brunnerus notarie vid teologiska fakulteten, företog en två år lång studieresa till tyska universitet och när han återkom till Sverige hade hans lärare Ausius avlidit. Brunnerus var en så självskriven efterträdare till professuren i grekiska att konsistoriet inte inväntade förslag innan de utsåg honom. Han utmärkte sig som föreläsare genom att han inriktade undervisningen mera på textkritik och filologi än som företrädarna på de rent grammatiska tolkningarna av texterna som studerades. 1663 utgav Brunnerus en kommentar över Palaephatos De incredibilibus ett verk han också utgav på latin. För detta vark blev Brunnerus berömd även utanför Sveriges gränser, och han utgavs också i Tyskland.
1659 utsågs han till professor i teologi, ett ämne han själv studerat för Johannes Terserus. I den befattningen gjorde Brunnerus inga teoretiska framsteg utan tvärt om avbröts de textkritiskt inriktade studierna som Terserus infört, och i stället återgick fakulteten till att låta studierna bekräfta de ortodoxa dogmerna. Följaktligen gick Brunnerus till strid mot cartesianerna vid universitetet, något han redan gjort som grecist, men var jämförelsevis mildare mot Petrus Hoffvenius och Rudbeck än andra vid teologiska fakulteten. Hans dogmatiska teologi brukar dock sägas vara förenad med en fromhet, till vilken Jesper Svedberg var arvtagare. Svedberg bodde i ungdomen hemma hos Brunnerus.
Brunnerus deltog i riksdagen 1672, prästvigdes 1666, och var rektor för Uppsala unviersitet hösten 1666 och våren 1673. Vid sidan av professuren var han kyrkoherde i Börje och sedan Danmarks församling. 1675 blev han teologie doktor. Han föreslogs som pastor primarius men fick inte tjänsten för att han ansågs oumbärlig vid universitetet. Omkring 20 avhandlingar lades fram för Brunnerus i vitt skilda ämnen. Bland hans respondenter finns Johannes Gezelius den yngre, Johan Salenius, Andreas Grubb, Jakob Boëthius och Henricus Schutz.
Vid sidan av sin gärning vid universitetet är Brunnerus berömd för sitt agerande mot häxprocesserna. Professor Petrus Fontelius hustru Katarina Bure hade dömts till döden såsom häxa i Gävle, vilket föranledde Uppsala domkapitel att sända en skrivelse och ett betänkande till Svea hovrätt och riksrådet. Betänkandet, Om trollväsendets rannsakning, var författat av Brunnerus fastän undertecknat av domkapitlet. I detta krävde domkapitlet att rättsförfarandet vid trollanklagelser reviderades och starkare bevisning infördes. Betänkandet fick emellertid inga konkreta resultat. Ett nytt betänkande författades av Laurentius Stigzelius, Petrus Rudbeckius och Erik Benzelius d.ä. som förordade en återgång till den förra bevisföringen. Brunnerus vägrade underteckna detta andra betänkande. Brunnerus förde ett psykologiskt resonemang för att förklara sin inställning, något som Urban Hjärne året därpå skulle utveckla och gå till historien för att han gjort.
Brunnerus ägde Östnå papperskvarn i Njutånger tillsammans med boktryckaren Henrik Curio som han sedermera skulle bistå under rättsprocesser. 
1660 gifte sig Brunnerus med Elsa Poppelman, som var tyskbördig borgardotter från Gävle. Paret fick flera döttrar och en son. Sonen Sebastian adlades von Brunner. Brunnerus begravdes i Danmarks kyrka där det finns ett porträtt av honom.

## Psalmer
- Lov, pris och ära vare dig[1]